# El Real de Santa María
El Real de Santa María è un comune (corregimiento) della Repubblica di Panama situato nel distretto di Pinogana, provincia di Darién, di cui è capoluogo. Si estende su una superficie di 120,1 km² e conta una popolazione di 1.183 abitanti (censimento 2010).